# Венаре-Ле-Лом
Венаре́-Ле-Лом (фр. Venarey-les-Laumes) — коммуна во Франции, находится в регионе Бургундия. Департамент коммуны — Кот-д’Ор. Входит в состав кантона Венаре-Ле-Лом. Округ коммуны — Монбар.
Код INSEE коммуны — 21663.

## Население
Население коммуны на 2010 год составляло 2947 человек.
| 1962 | 1968 | 1975 | 1982 | 1990 | 1999 | 2010 |
| ---- | ---- | ---- | ---- | ---- | ---- | ---- |
| 3294 | 3463 | 3347 | 3450 | 3544 | 3276 | 2947 |

## Экономика
В 2010 году среди 1848 человек трудоспособного возраста (15—64 лет) 1359 были экономически активными, 489 — неактивными (показатель активности — 73,5 %, в 1999 году было 71,4 %). Из 1359 активных жителей работали 1179 человек (618 мужчин и 561 женщина), безработных было 180 (84 мужчины и 96 женщин). Среди 489 неактивных 135 человек были учениками или студентами, 214 — пенсионерами, 140 были неактивными по другим причинам.